# Berending (North Bank Region)
Berending ist eine Ortschaft im westafrikanischen Staat Gambia.
Nach einer Berechnung für das Jahr 2013 leben dort etwa 1763 Einwohner, das Ergebnis der letzten veröffentlichten Volkszählung von 1993 betrug 1191.

## Geographie
Berending liegt ungefähr 7,5 Kilometer östlich von Essau. Der Ort, in der North Bank Region im Distrikt Lower Niumi, liegt am nördlichen Ufer des Gambia-Flusses.

## Kultur und Sehenswürdigkeiten
In Berending ist ein heiliger (Krokodil-)Teich als Kultstätte Heiliges Krokodilbecken von Berending bekannt. Er ist einer von drei heiligen Krokodilbecken in Gambia.